# Sąd okręgowy

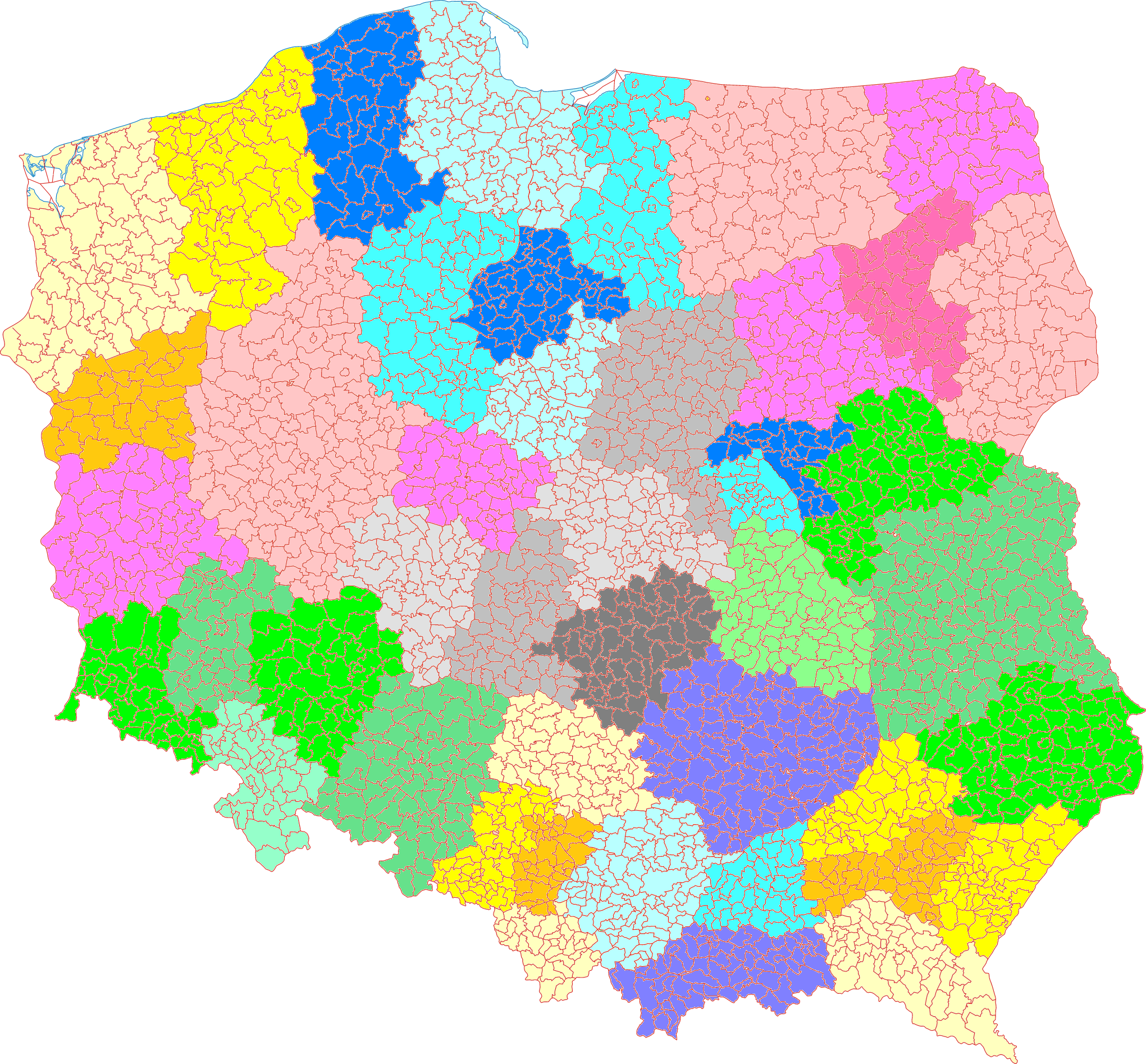
Obszary właściwości sądów okręgowych

Sąd okręgowy (SO, do 1998 wojewódzki, SW) – w Polsce sąd powszechny orzekający zarówno w pierwszej, jak i drugiej instancji.

## Właściwość rzeczowa
W polskim wymiarze sprawiedliwości jest zasadą, że w pierwszej instancji orzeka sąd rejonowy, a w drugiej instancji sąd okręgowy rozpoznaje apelacje i zażalenia od orzeczeń wydanych w pierwszej instancji przez sąd rejonowy. 
Istnieją jednak liczne wyjątki. W postępowaniu cywilnym procesowym sąd okręgowy orzeka w sprawach o roszczenia majątkowe przekraczające 100 tys. zł (z pewnymi wyjątkami), o roszczenia wynikające z Prawa prasowego, o ochronę praw niemajątkowych (z pewnymi wyjątkami), a także o wydanie orzeczenia zastępującego uchwałę o podziale spółdzielni, o odszkodowanie z tytułu szkody wyrządzonej przez wydanie prawomocnego orzeczenia niezgodnego z prawem oraz w pewnych innych sprawach dotyczących uchwał osób prawnych i jednostek organizacyjnych niebędących osobami prawnymi, którym ustawa przyznaje zdolność prawną, jak również rozpoznaje sprawy o roszczenia związane z naruszeniem przepisów o ochronie danych osobowych. W sprawach karnych sąd okręgowy orzeka jako sąd pierwszej instancji tylko w sprawach o zbrodnie i niektóre występki. Ponadto na wniosek sądu rejonowego sąd apelacyjny może przekazać sądowi okręgowemu do rozpoznania w I instancji sprawę o każde przestępstwo ze względu na szczególną wagę lub zawiłość tej sprawy, zaś w sprawach cywilnych postanowienie o przekazaniu sprawy do sądu okręgowego wydaje sam sąd rejonowy. Sąd okręgowy uprawniony jest także do wydania listu żelaznego i europejskiego nakazu aresztowania. Sąd okręgowy orzeka także w sprawach własności intelektualnej w postępowaniu odrębnym (dotyczy to także zapobiegania i zwalczania nieuczciwej konkurencji, ochrony dóbr osobistych w zakresie, w jakim dotyczy ona wykorzystania dobra osobistego w celu indywidualizacji, reklamy lub promocji przedsiębiorcy, towarów lub usług, jak również ochrony dóbr osobistych w związku z działalnością naukową lub wynalazczą). Sąd okręgowy ponadto orzeka w postępowaniu nieprocesowym o ubezwłasnowolnieniu, a także separacji na żądanie jedno z małżonków i jej zniesieniu. Zgodnie z art. 20 ust. 1 Prawa prasowego wydawanie dziennika lub czasopisma wymaga rejestracji w sądzie okręgowym właściwym miejscowo dla siedziby wydawcy. Sąd okręgowy rozpoznaje protesty wyborcze i orzeka o ważności wyborów samorządowych i referendum lokalnego. Instancją odwoławczą od orzeczeń tego sądu jest wówczas sąd apelacyjny. Sąd Okręgowy w Piotrkowie Trybunalskim prowadzi rejestr fundacji rodzinnych.

## Organizacja
Sądy okręgowe tworzy i znosi minister sprawiedliwości po uzyskaniu opinii Krajowej Rady Sądownictwa w drodze rozporządzenia. 

### Siedziby i okręgi
Obszar właściwości sądu okręgowego powinien obejmować obszary właściwości przynajmniej dwóch sądów rejonowych. Mogą również być powoływane ośrodki zamiejscowe i wydziały zamiejscowe sądów okręgowych. Choć obszar właściwości sądu oraz podział administracyjny są od siebie niezależne, to okręgi zasadniczo mieszczą się w granicach jednego województwa. Wyjątkami są obszary właściwości Sądów Okręgowych w Siedlcach i Suwałkach. Suwałki obejmują północny fragment województwa podlaskiego oraz kilka wschodnich powiatów województwa warmińsko-mazurskiego, a Siedlce obejmują jeszcze Sąd Rejonowy w Łukowie. W Polsce istnieje 47 sądów okręgowych:
| Lp | Sąd Okręgowy                            | Budynek                              | Zdjęcie |
| -- | --------------------------------------- | ------------------------------------ | ------- |
| 1  | Sąd Okręgowy w Białymstoku              |                                      |         |
| 2  | Sąd Okręgowy w Bielsku-Białej           |                                      |         |
| 3  | Sąd Okręgowy w Bydgoszczy               | gmach przy ul. Wały Jagiellońskie    |         |
| 4  | Sąd Okręgowy w Częstochowie             |                                      |         |
| 5  | Sąd Okręgowy w Elblągu                  |                                      |         |
| 6  | Sąd Okręgowy w Gdańsku                  |                                      |         |
| 7  | Sąd Okręgowy w Gliwicach                |                                      |         |
| 8  | Sąd Okręgowy w Gorzowie Wielkopolskim   |                                      |         |
| 9  | Sąd Okręgowy w Jeleniej Górze           |                                      |         |
| 10 | Sąd Okręgowy w Kaliszu                  | pałac Trybunalski w Kaliszu          |         |
| 11 | Sąd Okręgowy w Katowicach               | gmach przy ul. Francuskiej           |         |
| 12 | Sąd Okręgowy w Kielcach                 |                                      |         |
| 13 | Sąd Okręgowy w Koninie                  |                                      |         |
| 14 | Sąd Okręgowy w Koszalinie               |                                      |         |
| 15 | Sąd Okręgowy w Krakowie                 |                                      |         |
| 16 | Sąd Okręgowy w Krośnie                  |                                      |         |
| 17 | Sąd Okręgowy w Legnicy                  |                                      |         |
| 18 | Sąd Okręgowy w Lublinie                 |                                      |         |
| 19 | Sąd Okręgowy w Łodzi                    | gmach przy pl. Dąbrowskiego          |         |
| 20 | Sąd Okręgowy w Łomży                    |                                      |         |
| 21 | Sąd Okręgowy w Nowym Sączu              |                                      |         |
| 22 | Sąd Okręgowy w Olsztynie                |                                      |         |
| 23 | Sąd Okręgowy w Opolu                    |                                      |         |
| 24 | Sąd Okręgowy w Ostrołęce                |                                      |         |
| 25 | Sąd Okręgowy w Piotrkowie Trybunalskim  | budynek przy ul. Słowackiego         |         |
| 26 | Sąd Okręgowy w Płocku                   |                                      |         |
| 27 | Sąd Okręgowy w Poznaniu                 | gmach przy Al. Marcinkowskiego       |         |
| 28 | Sąd Okręgowy w Przemyślu                |                                      |         |
| 29 | Sąd Okręgowy w Radomiu                  | budynek przy ul. Piłsudskiego        |         |
| 30 | Sąd Okręgowy w Rybniku                  |                                      |         |
| 31 | Sąd Okręgowy w Rzeszowie                | zamek w Rzeszowie                    |         |
| 32 | Sąd Okręgowy w Siedlcach                |                                      |         |
| 33 | Sąd Okręgowy w Sieradzu                 |                                      |         |
| 34 | Sąd Okręgowy w Słupsku                  |                                      |         |
| 35 | Sąd Okręgowy w Sosnowcu                 | Gmach przy ul. Żeromskiego           |         |
| 36 | Sąd Okręgowy w Suwałkach                |                                      |         |
| 37 | Sąd Okręgowy w Szczecinie               |                                      |         |
| 38 | Sąd Okręgowy w Świdnicy                 |                                      |         |
| 39 | Sąd Okręgowy w Tarnobrzegu              |                                      |         |
| 40 | Sąd Okręgowy w Tarnowie                 |                                      |         |
| 41 | Sąd Okręgowy w Toruniu                  | budynek przy ul. Piekary             |         |
| 42 | Sąd Okręgowy w Warszawie                |                                      |         |
| 43 | Sąd Okręgowy Warszawa-Praga w Warszawie |                                      |         |
| 44 | Sąd Okręgowy we Włocławku               | budynek przy ul. Wojska Polskiego 22 |         |
| 45 | Sąd Okręgowy we Wrocławiu               |                                      |         |
| 46 | Sąd Okręgowy w Zamościu                 |                                      |         |
| 47 | Sąd Okręgowy w Zielonej Górze           |                                      |         |

### Struktura

#### Jednostki regularne
Sąd okręgowy typowo dzieli się na wydziały:
- cywilny (oddzielnie wydział cywilny oraz cywilny odwoławczy), w tym:
- karny (oddzielnie wydział karny oraz karny odwoławczy), w tym:
- penitencjarny i nadzoru nad wykonywaniem orzeczeń sądowych,
- pracy,
- ubezpieczeń społecznych (jeśli liczba spraw z zakresu ubezpieczeń społecznych, rozpatrywanych przez sąd okręgowy jest niewielka to zamiast tego wydziału i odrębnego wydziału pracy, tworzy się wspólny wydział pracy i ubezpieczeń społecznych)
- wizytacyjny.

#### Jednostki ponadokręgowe
Ponadto:
- 1 z wydziałów cywilnych (w Gdańsku) rozpatruje sprawy z zakresu Kodeksu morskiego,
- 1 z wydziałów cywilnych odwoławczych (w Lublinie) rozpatruje sprawy odwoławcze z zakresu elektronicznego postępowania upominawczego,
- 1 z wydziałów karnych (w Warszawie) rozpatruje sprawy z zakresu wypadków kolejowych i cywilnych wypadków lotniczych,
- 1 z wydziałów karnych (w Gdańsku) rozpatruje sprawy z zakresu udostępniania ekspertyz  Państwowej Komisji Badania Wypadków Morskich,
- w 21 SO istnieje wydział gospodarczy, w tym:
  - 11 z nich rozpatruje sprawy odwoławcze z zakresu rejestru zastawów,
- w 5 SO (w Gdańsku, Katowicach, Lublinie, Poznaniu i Warszawie) istnieje odrębna jednostka organizacyjna do spraw z zakresu prawa własności intelektualnej (sąd własności intelektualnej), przy czym wyłącznie właściwy w sprawach dotyczących programów komputerowych, wynalazków wzorów użytkowych, topografii układów scalonych, odmian roślin oraz tajemnic przedsiębiorstwa o charakterze technicznym jest Sąd Okręgowy w Warszawie[4],
- w 2 SO istnieje odrębna jednostka organizacyjna do spraw rejestrowych powierzonych tym sądom na podstawie odrębnych przepisów: w Warszawie (Wydział VII: rejestr funduszy emerytalnych[5], rejestr funduszy inwestycyjnych[6], ewidencja partii politycznych[7]) oraz w Piotrkowie Trybunalskim (rejestr fundacji rodzinnych[8]),
- w 1 SO (w Warszawie) istnieje odrębna jednostka organizacyjna do spraw z zakresu ochrony konkurencji, regulacji energetyki, telekomunikacji i transportu kolejowego (sąd ochrony konkurencji i konsumentów),
- przy 2 SO (w Szczecinie i Gdańsku) funkcjonują izby morskie, a przy jednym (w Gdańsku) działa Odwoławcza Izba Morska[9].